# Aquí me las den todas
Aquí me las den todas es una serie de televisión emitida por la cadena Veo7, producida por Crystal Forest (Filial de la productora Alba Adriática) y estrenada el 7 de marzo de 2011, que muestra las reacciones de una pareja que viven en una misma casa ante situaciones similares que abordan en su vida cotidiana. La serie es una secuela de Escenas de matrimonio. 
La serie tuvo una gran acogida en su estreno, consiguiendo ser la emisión más vista de la historia del canal. Sin embargo, la serie dejó de emitirse el 6 de julio de 2011 debido al fin de emisiones de Veo7. Desde 2012, se emitieron los capítulos restantes de la segunda temporada en las cadenas de la FORTA, exactamente en Telemadrid y Castilla-La Mancha Televisión. Posteriormente se repitieron las dos temporadas íntegramente en el canal Factoría de Ficción.

## Sinopsis
Marisa Porcel y Pepe Ruiz son Paca y Benito, un matrimonio que crea en su casa una pensión llamada "Paca Palace", en la que alquila dos habitaciones, la primera a Gemma (Andrea Gara) y a su novio Gonzalo (José Lamuño), y la segunda a Rubén (Martin Czehmester). Además su hija Paloma (Eva Diago), se mudará con su marido Fernando (Javier Navares) a casa de sus padres.

## Personajes
- Marisa Porcel es Francisca "Paca" Carrascosa Mogollón.
- Pepe Ruiz es Benito Soriano Sánchiz.
- Javier Navares es Fernando Carrión Bermúdez.
- Eva Diago es Paloma Soriano Carrascosa.
- José Lamuño es Gonzalo González González.
- Andrea Gara es Gema Pardo.
- Martin Czehmester es Rubén Novak.

## Episodios y audiencias
| Temporada | Temporada | Episodios | Estreno            | Final | Audiencia media | Audiencia media | Audiencia media |
| Temporada | Temporada | Episodios | Estreno            | Final | Espectadores    | Cuota           |                 |
| --------- | --------- | --------- | ------------------ | ----- | --------------- | --------------- | --------------- |
|           | 1         | 60        | 7 de marzo de 2011 |       |                 |                 |                 |
|           | 2         | 27        |                    |       |                 |                 |                 |
| Total     | Total     | 87        | 2011               | 2011  | —               | —               |                 |

### Primera temporada (2011)
| Lista de episodios emitidos | Lista de episodios emitidos                           | Lista de episodios emitidos | Lista de episodios emitidos |
| N.º                         | Título                                                | Fecha de emisión            | Audiencia                   |
| --------------------------- | ----------------------------------------------------- | --------------------------- | --------------------------- |
| 1                           | «Paca Palace»                                         | 07/03/2011                  | 196 000 (1,2%)              |
| 2                           | «Por el amor de mi mujer»                             | 08/03/2011                  | 5 555                       |
| 3                           | «Celos y cachitas»                                    | 09/03/2011                  | 108 000 (0,7%)              |
| 4                           | «Noches de bohemia y de terror»                       | 10/03/2011                  | 5 260                       |
| 5                           | «La de las deudas»                                    | 11/03/2011                  | 4 527                       |
| 6                           | «Águilas y aguilillas»                                | 14/03/2011                  | 4 067                       |
| 7                           | «El del regreso de Gonzalo»                           | 15/03/2011                  | 3 738                       |
| 8                           | «La del pulpo»                                        | 16/03/2011                  | 4 167                       |
| 9                           | «El del partido»                                      | 17/03/2011                  | 3 947                       |
| 10                          | «La de la noche en vela»                              | 18/03/2011                  | 3 747                       |
| 11                          | «El del supuesto embarazo»                            | 21/03/2011                  | 159 000 (1,4%)              |
| 12                          | «El de la confesión»                                  | 22/03/2011                  | 3 324                       |
| 13                          | «El de la cybernovia de Beni»                         | 23/03/2011                  | 3 626                       |
| 14                          | «El de las malas lenguas»                             | 24/03/2011                  |                             |
| 15                          | «El del chantaje»                                     | 25/03/2011                  |                             |
| 16                          | «El del robo en el súper»                             | 28/03/2011                  |                             |
| 17                          | «El de la boda»                                       | 29/03/2011                  | 63 000 (0,7%)               |
| 18                          | «El del ex-novio de Gema»                             | 30/03/2011                  |                             |
| 19                          | «El de cuando tu vas yo vengo... o ya he venido»      | 31/03/2011                  |                             |
| 20                          | «El del portero automático»                           | 01/04/2011                  |                             |
| 21                          | «El de la alarma»                                     | 04/04/2011                  |                             |
| 22                          | «El de la búsqueda de trabajo»                        | 05/04/2011                  |                             |
| 23                          | «El de la alarma»                                     | 06/04/2011                  |                             |
| 24                          | «El de cuando Paloma y Fernando fingen los orgasmos»  | 07/04/2011                  |                             |
| 25                          | «El del aniversario»                                  | 08/04/2011                  |                             |
| 26                          | «El de cuando Paca y Beni quieren ponerse en forma»   | 11/04/2011                  |                             |
| 27                          | «El del tatuaje de Rubén»                             | 12/04/2011                  |                             |
| 28                          | «El de la lipotimia»                                  | 13/04/2011                  |                             |
| 29                          | «El de cuando Rubén se acuesta con Paca»              | 14/04/2011                  |                             |
| 30                          | «El del plan de Gonzalo»                              | 15/04/2011                  |                             |
| 31                          | «El de cuando Paloma le encuentra trabajo a Fernando» | 18/04/2011                  | 67 000 (0,7%)               |

### Segunda temporada (2011)
| Lista de episodios emitidos | Lista de episodios emitidos     | Lista de episodios emitidos | Lista de episodios emitidos |
| N.º                         | Título                          | Fecha de emisión            | Audiencia                   |
| --------------------------- | ------------------------------- | --------------------------- | --------------------------- |
| 81                          | «El del vampiro»                | 28/06/2011                  |                             |
| 82                          | «El del beso de Gonzalo y Beni» | 29/06/2011                  |                             |
| 87                          | «El de la despedida»            | 06/07/2011                  |                             |

- Datos: Q5702089